# Nova Alvorada do Sul
Nova Alvorada do Sul är en kommun i Brasilien.   Den ligger i delstaten Mato Grosso do Sul, i den södra delen av landet, 900 km sydväst om huvudstaden Brasília. Antalet invånare är 16 433.
Omgivningarna runt Nova Alvorada do Sul är huvudsakligen savann. Runt Nova Alvorada do Sul är det mycket glesbefolkat, med 2 invånare per kvadratkilometer.